# My Lupi
μ Lupi (My Lupi, abgekürzt μ Lup) ist ein Sternsystem im Wolf, einem kleinen Sternbild östlich des Centaurus. Das System gehört zur Scorpius-Centaurus-OB-Assoziation.
Der Stern 4. Größe (4,3 mag) ist knapp 300 Lichtjahre entfernt und vermutlich ein Vierfachsystem. Im Feldstecher können bereits zwei Komponenten mit einem Winkelabstand von 24″ aufgelöst werden, wobei der Positionswinkel 129° beträgt. In einem achtzölligen Teleskop lassen sich auch die beiden weiteren Komponenten trennen, die rund 1″ und 6″ von der hellsten entfernt sind. Bei der Komponente in einer Entfernung von 6″ könnte es sich um einen Braunen Zwerg handeln.